# Качурак Василь
Качурак Василь (ісп. Basilio Kaczurak, *? — †7 лютого 1987, Буенос-Айрес) — засновник і керівник Капели бандуристів ім Т. Шевченка в Аргентині. Народжений на Гуцульщині. Двічі на тиждень проводив репетиції їдучи на них велосипедом 14 км в одну сторону. Двічі був поранений по дорозі додому. Грою на бандурі зацікавився коли переселився до Буенос-Айрес з Шанхаю бандурист Йосип Сніжний. Незабаром з'явився другий бандурист — Антін Чорний а згодом майстер Юхим Приймак. В. Качурак зорганізував при товаристві «Просвіта» в Ляважоль Студію бандуристів, яка з часом почала називатися іменем Т. Шевченка. Капела брала активну участь в громадських святах виступаючи не лише в Буенос-Айресі, але і в місті Обера провінції Місьйонес. Разом з майстром Г. Чабана були зроблені бандури та створена друга капела в Обері. 1986 року з ініціативи Качурака засновується Кобзарська студія в м. Обера та Школа юних бандуристів при капелі ім. Т. Шевченка в Буенос-Айресі. Серед відомих учнів — Береговий Олесь.